# Koncertna dvorana
Koncertna dvorana ili simfonijska dvorana kulturna je građevina koja služi za izvođenje koncerata, opera, mjuzikla i baleta, a po potrebi i predstava. Tijekom 18. i 19. stoljeća uglavnom su služile za koncerte simfonijskih orkestara, zborova i izvedbe baleta, da bi se u 20. stoljeću njihova uloga proširila i na izvedbe djela zabavne, popularne i tradicionalne glazbe. Osim glazbenih događanja, u novije vrijeme se koriste i za održavanje skupova, predavanja, kongresa i drugih oblika javnog okupljanja.
Specijalizirani oblici koncertnih dvorana su operna kuća i kongresna dvorana.

## Poznate dvorane
- Elbphilharmonie u Hamburgu.
- Musikverein u Beču.
- Rudolfinum u Pragu.
- Berlinska filharmonija.

## Vanjske poveznice
- Cambridge English Dictionary Definition: Concert hall